# 108e congrès des États-Unis
3 janvier 2003 – 3 janvier 2005
Sessions
Précédent Suivant
Le 108e congrès des États-Unis est la législature fédérale américaine qui se réunit à Washington, D.C. du 3 janvier 2003 au 3 janvier 2005, les troisième et quatrième années de la présidence de George W. Bush.
Les 435 membres de la Chambre des représentants des États-Unis sont élus le 5 novembre 2002. Au Sénat des États-Unis, renouvelé par tiers tous les deux ans, 33 membres sur 100 sont élus le même jour, les autres étant élus en 1998 et en 2000. Le Parti républicain est majoritaire au sein des deux assemblées. Ted Stevens est le président pro tempore du Sénat. Dennis Hastert exerce la fonction de président de la Chambre des représentants.

## Dirigeants

### Sénat

Composition du Sénat au 3 janvier 2003.

- Président : Dick Cheney (R-WY)
- Président pro tempore : Ted Stevens (R-AK)
- Président pro tempore emeritus : Robert Byrd (D-WV)
- Chef de la majorité républicaine : Bill Frist (R-TN)
- Whip de la majorité républicaine : Mitch McConnell (R-KY)
- Chef de la minorité démocrate : Tom Daschle (D-MT)
- Whip de la minorité démocrate : Harry Reid (D-NV)

Dick Cheney.
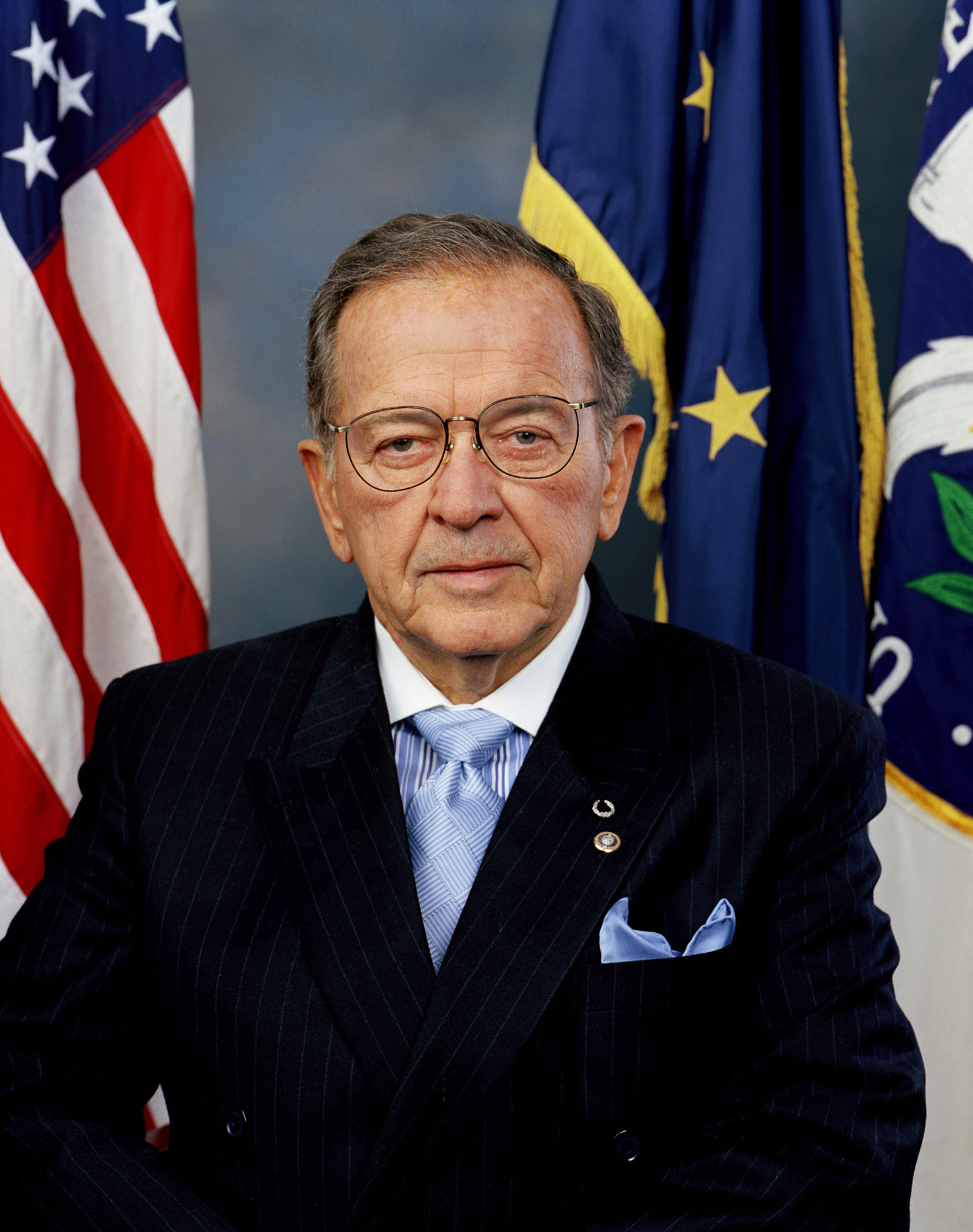
Ted Stevens.
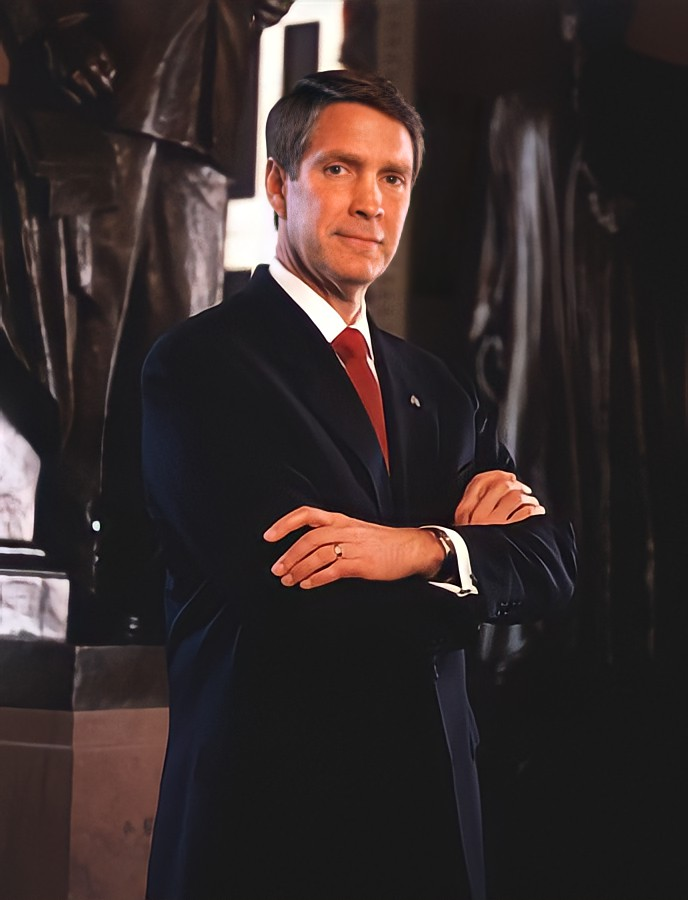
Bill Frist.
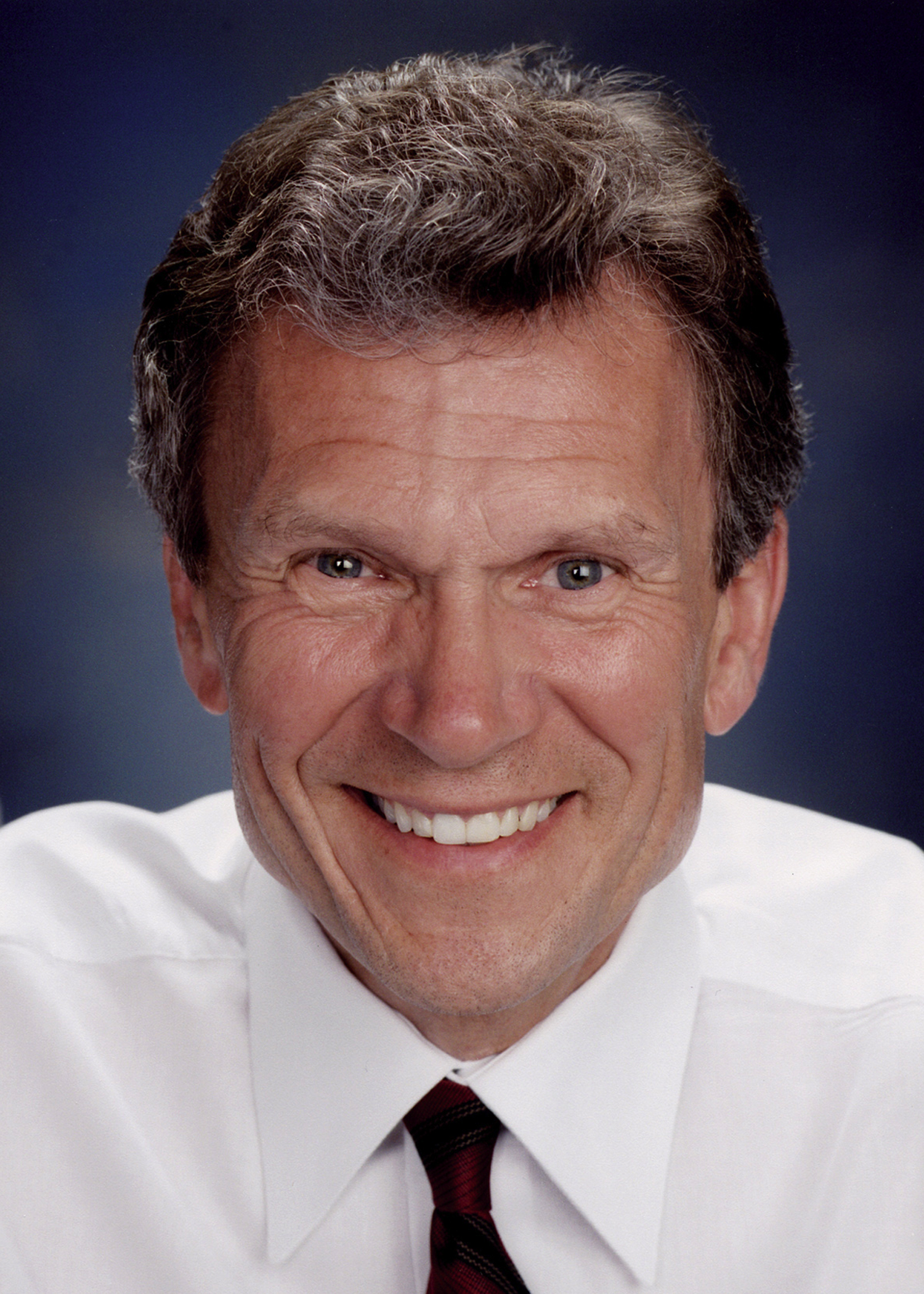
Tom Daschle.

### Chambre des représentants

Composition de la Chambre au 3 janvier 2003.

- Président : Dennis Hastert (R-IL)
- Chef de la majorité républicaine : Tom DeLay (R-TX)
- Whip de la majorité républicaine : Roy Blunt (R-MO)
- Chef de la minorité démocrate : Nancy Pelosi (D-CA)
- Whip de la minorité démocrate : Steny Hoyer (D-MD)

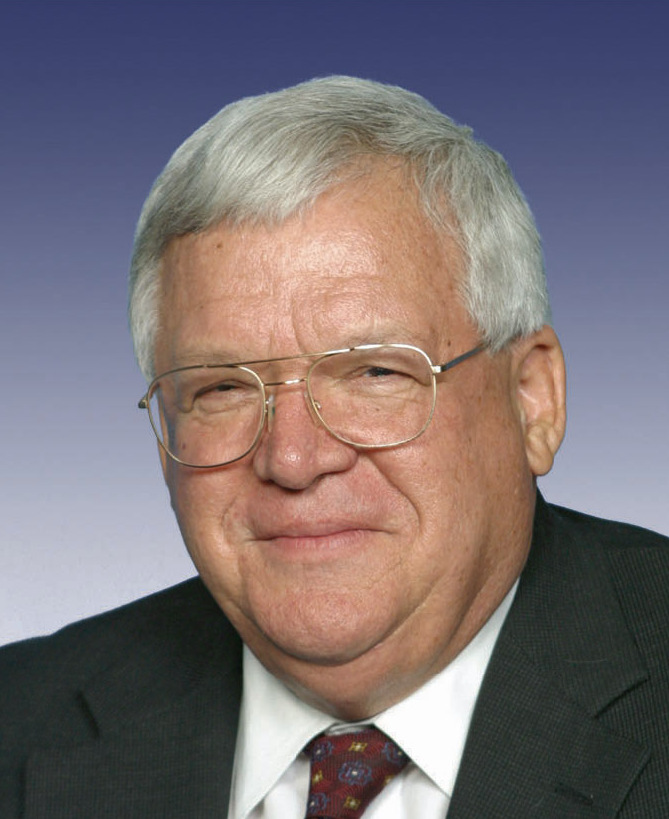
Dennis Hastert.
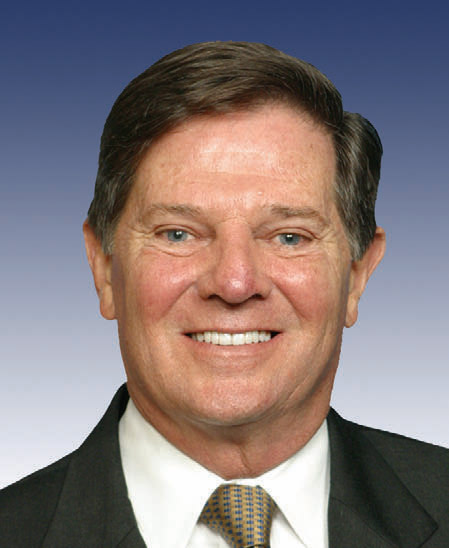
Tom DeLay.
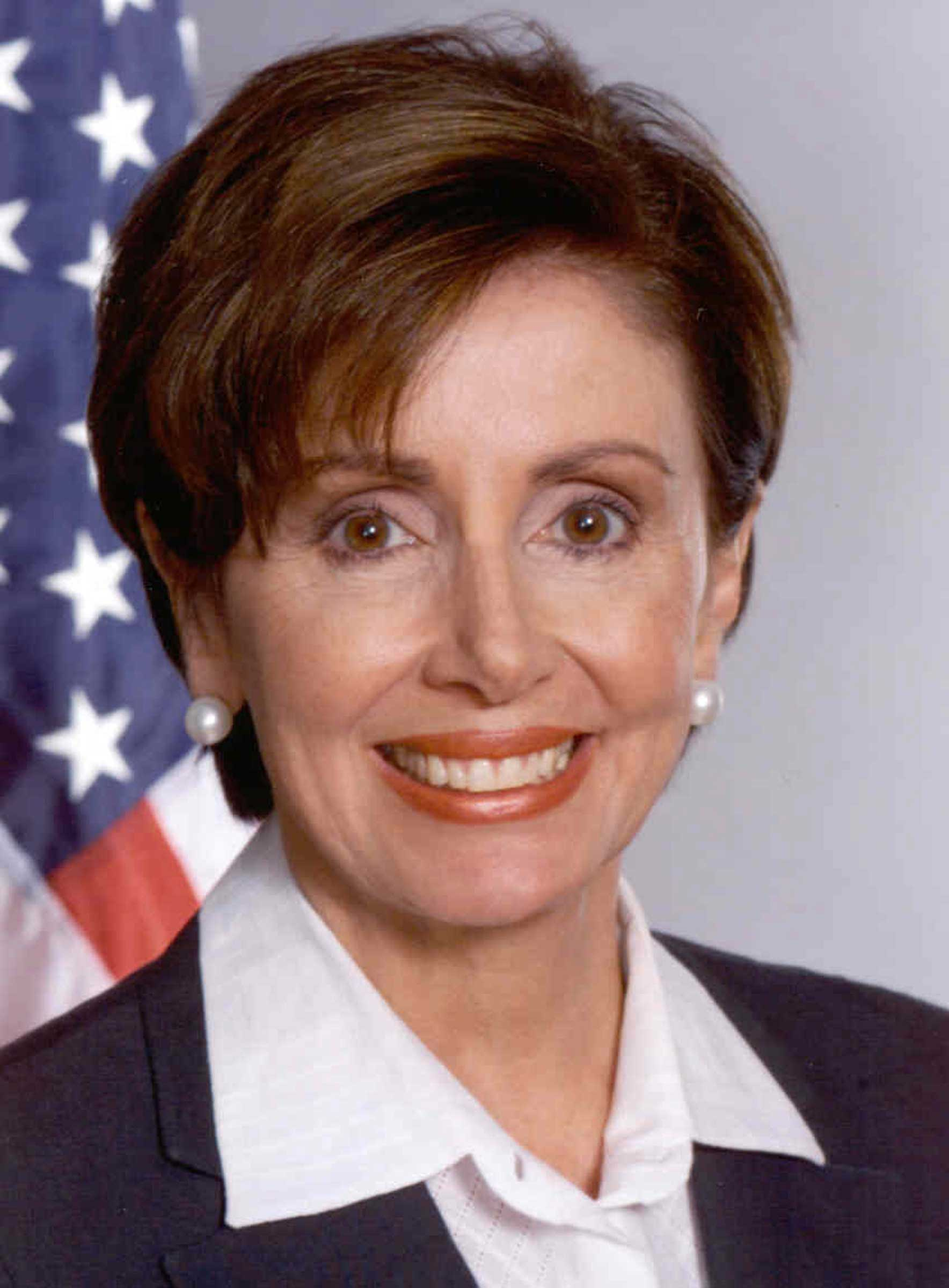
Nancy Pelosi.

## Composition

### Composition politique

#### Sénat
|                               | Parti      | Parti       | Parti     | Parti | Total |
| ----------------------------- | ---------- | ----------- | --------- | ----- | ----- |
|                               |            |             |           |       | Total |
| Républicains                  | Démocrates | Indépendant | Ind. (MN) |       | Total |
| Fin du 107e congrès           | 50         | 48          | 1         | 1     | 100   |
|                               |            |             |           |       |       |
| 108e congrès (3 janvier 2003) | 51         | 48          | 1         | 0     | 100   |
|                               |            |             |           |       |       |
| Début du 109e congrès         | 55         | 44          | 1         | 0     | 100   |

#### Chambre des représentants
|                        | Parti      | Parti       | Parti | Total | Vacants |
| ---------------------- | ---------- | ----------- | ----- | ----- | ------- |
|                        |            |             |       | Total | Vacants |
| Républicains           | Démocrates | Indépendant |       | Total | Vacants |
| Fin du 107e congrès    | 222        | 209         | 1     | 433   | 2       |
|                        |            |             |       |       |         |
| Début (3 janvier 2003) | 229        | 205         | 1     | 435   | 0       |
| 31 mai 2003            | 228        | 205         | 1     | 434   | 1       |
| 5 juin 2003            | 229        | 205         | 1     | 435   | 0       |
| 9 décembre 2003        | 228        | 205         | 1     | 434   | 1       |
| 20 janvier 2004        | 227        | 205         | 1     | 433   | 2       |
| 17 février 2004        | 227        | 206         | 1     | 434   | 1       |
| 1er juin 2004          | 227        | 207         | 1     | 435   | 0       |
| 9 juin 2004            | 227        | 206         | 1     | 434   | 1       |
| 20 juillet 2004        | 227        | 207         | 1     | 435   | 0       |
| 31 août 2004           | 226        | 207         | 1     | 434   | 1       |
| 23 septembre 2004      | 225        | 207         | 1     | 433   | 2       |
| Non-votants            | 1          | 4           | 0     | 5     | 0       |
|                        |            |             |       |       |         |
| Début du 109e congrès  | 232        | 201         | 1     | 434   | 1       |

### Liste des sénateurs

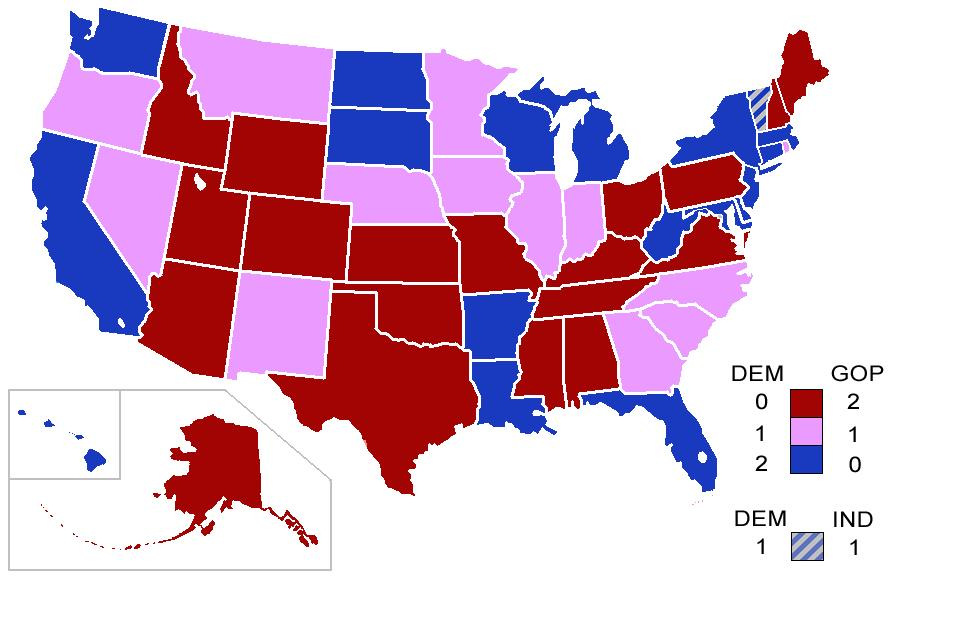
Couleur politique des membres du Sénat par État
Deux démocrates
Deux républicains
Un démocrate et un républicain

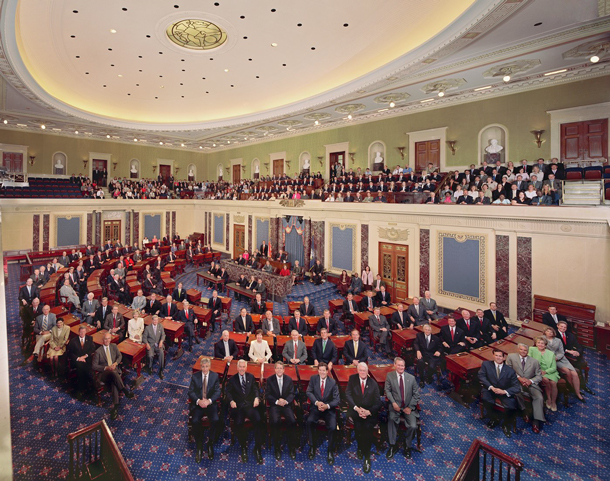
Les membres du Sénat en 2003.

Les sénateurs sont élus par tiers, tous les deux ans, selon leur classe. Ils sont ici triés par État puis par classe (1, 2 ou 3).
| Alabama 2. Richard Shelby (R) 3. Jeff Sessions (R) Alaska 2. Ted Stevens (R) 3. Lisa Murkowski (R) Arizona 1. Jon Kyl (R) 3. John McCain (R) Arkansas 2. Mark Pryor (D) 3. Blanche Lincoln (D) Californie 1. Dianne Feinstein (D) 3. Barbara Boxer (D) Caroline du Nord 2. Elizabeth Dole (R) 3. John Edwards (D) Caroline du Sud 2. Lindsey Graham (R) 3. Ernest Hollings (D) Colorado 2. Wayne Allard (R) 3. Ben Nighthorse Campbell (R) Connecticut 1. Joseph Lieberman (D) 3. Christopher Dodd (D) Dakota du Nord 1. Kent Conrad (D) 3. Byron Dorgan (D) Dakota du Sud 2. Tim Johnson (D) 3. Tom Daschle (D) Delaware 1. Tom Carper (D) 2. Joe Biden (D) Floride 1. Bill Nelson (D) 3. Bob Graham (D) Géorgie 2. Saxby Chambliss (R) 3. Zell Miller (D) Hawaï 1. Daniel Akaka (D) 3. Daniel Inouye (D) Idaho 2. Larry Craig (R) 3. Mike Crapo (R) Illinois 2. Dick Durbin (D) 3. Peter Fitzgerald (R) Indiana 1. Richard Lugar (R) 3. Evan Bayh (D) Iowa 2. Tom Harkin (D) 3. Chuck Grassley (R) Kansas 2. Pat Roberts (R) 3. Sam Brownback (R) Kentucky 2. Mitch McConnell (R) 3. Jim Bunning (R) Louisiane 2. Mary Landrieu (D) 3. John Breaux (D) Maine 1. Olympia Snowe (R) 2. Susan Collins (R) Maryland 1. Paul Sarbanes (D) 3. Barbara Mikulski (D) Massachusetts 1. Edward Moore Kennedy (D) 2. John Kerry (D) | Michigan 1. Debbie Stabenow (D) 2. Carl Levin (D) Minnesota 1. Mark Dayton (D) 2. Norm Coleman (R) Mississippi 1. Trent Lott (R) 2. Thad Cochran (R) Missouri 1. Jim Talent (R) 3. Kit Bond (R) Montana 1. Conrad Burns (R) 2. Max Baucus (D) Nebraska 1. Ben Nelson (D) 2. Chuck Hagel (R) Nevada 1. John Ensign (R) 3. Harry Reid (D) New Hampshire 2. John E. Sununu (R) 3. Judd Gregg (R) New Jersey 1. Jon Corzine (D) 2. Frank Lautenberg (D) New York 1. Hillary Clinton (D) 3. Chuck Schumer (D) Nouveau-Mexique 1. Jeff Bingaman (D) 2. Pete Domenici (R) Ohio 1. Mike DeWine (R) 3. George Voinovich (R) Oklahoma 2. Jim Inhofe (R) 3. Don Nickles (R) Oregon 2. Gordon Smith (R) 3. Ron Wyden (D) Pennsylvanie 1. Rick Santorum (R) 3. Arlen Specter (R) Rhode Island 1. Lincoln Chafee (R) 2. Jack Reed (D) Tennessee 1. Bill Frist (R) 2. Lamar Alexander (R) Texas 1. Kay Bailey Hutchison (R) 2. John Cornyn (R) Utah 1. Orrin Hatch (R) 3. Bob Bennett (R) Vermont 1. James Jeffords (I) 3. Patrick Leahy (D) Virginie 1. George Allen (R) 2. John Warner (R) Virginie Occidentale 1. Robert Byrd (D) 2. Jay Rockefeller (D) Washington 1. Maria Cantwell (D) 3. Patty Murray (D) Wisconsin 1. Herb Kohl (D) 3. Russ Feingold (D) Wyoming 1. Craig Thomas (R) 2. Mike Enzi (R) |  |

### Liste des représentants
| Alabama 1. Jo Bonner (R) 2. Terry Everett (R) 3. Mike Rogers (R) 4. Robert Aderholt (R) 5. Robert E. Cramer (D) 6. Spencer Bachus (R) 7. Artur Davis (D) Alaska 1. Don Young (R) Arizona 1. Rick Renzi (R) 2. Trent Franks (R) 3. John Shadegg (R) 4. Ed Pastor (D) 5. J.D. Hayworth (R) 6. Jeff Flake (R) 7. Raúl Grijalva (D) 8. Jim Kolbe (R) Arkansas 1. Marion Berry (D) 2. Vic Snyder (D) 3. John Boozman (R) 4. Mike Ross (D) Californie 1. Mike Thompson (D) 2. Wally Herger (R) 3. Doug Ose (R) 4. John T. Doolittle (R) 5. Robert T. Matsui (D) 6. Lynn C. Woolsey (D) 7. George Miller (D) 8. Nancy Pelosi (D) 9. Barbara Lee (D) 10. Ellen Tauscher (D) 11. Richard W. Pombo (R) 12. Tom Lantos (D) 13. Fortney Pete Stark (D) 14. Anna Eshoo (D) 15. Mike Honda (D) 16. Zoe Lofgren (D) 17. Sam Farr (D) 18. Dennis A. Cardoza (D) 19. George Radanovich (R) 20. Calvin M. Dooley (D) 21. Devin Nunes (R) 22. William M. Thomas (R) 23. Lois Capps (D) 24. Elton Gallegly (R) 25. Buck McKeon (R) 26. David Dreier (R) 27. Brad Sherman (D) 28. Howard L. Berman (D) 29. Adam Schiff (D) 30. Henry Waxman (D) 31. Xavier Becerra (D) 32. Hilda Solis (D) 33. Diane E. Watson (D) 34. Lucille Roybal-Allard (D) 35. Maxine Waters (D) 36. Jane Harman (D) 37. Juanita Millender-McDonald (D) 38. Grace Napolitano (D) 39. Linda Sánchez (D) 40. Ed Royce (R) 41. Jerry Lewis (R) 42. Gary Miller (R) 43. Joe Baca (D) 44. Ken Calvert (R) 45. Mary Bono (R) 46. Dana Rohrabacher (R) 47. Loretta Sánchez (D) 48. Christopher Cox (R) 49. Darrell Issa (R) 50. Duke Cunningham (R) 51. Bob Filner (D) 52. Duncan Hunter (R) 53. Susan Davis (D) Caroline du Nord 1. G. K. Butterfield (D) 2. Bob Etheridge (D) 3. Walter B. Jones Jr. (R) 4. David Price (D) 5. Richard Burr (R) 6. Howard Coble (R) 7. Mike McIntyre (D) 8. Robin Hayes (R) 9. Sue Wilkins Myrick (R) 10. Cass Ballenger (R) 11. Charles H. Taylor (en) (R) 12. Melvin L. Watt (D) 13. Brad Miller (D) Caroline du Sud 1. Henry E. Brown, Jr. (R) 2. Joe Wilson (R) 3. Gresham Barrett (R) 4. Jim DeMint (R) 5. John Spratt (D) 6. Jim Clyburn (D) Colorado 1. Diana DeGette (D) 2. Mark Udall (D) 3. Scott McInnis (R) 4. Marilyn Musgrave (R) 5. Joel Hefley (R) 6. Tom Tancredo (R) 7. Bob Beauprez (R) Connecticut 1. John Larson (D) 2. Rob Simmons (R) 3. Rosa DeLauro (D) 4. Chris Shays (R) 5. Nancy Johnson (R) Dakota du Nord 1. Earl Pomeroy (D) Dakota du Sud 1. Stephanie Herseth Sandlin (D) Delaware 1. Michael Castle (R) | Floride 1. Jeff Miller (R) 2. Allen Boyd (D) 3. Corrine Brown (D) 4. Ander Crenshaw (R) 5. Ginny Brown-Waite (R) 6. Cliff Stearns (R) 7. John L. Mica (R) 8. Ric Keller (R) 9. Michael Bilirakis (R) 10. C.W. Bill Young (R) 11. Jim Davis (D) 12. Adam H. Putnam (R) 13. Katherine Harris (R) 14. Porter J. Goss (R) 15. Dave Weldon (R) 16. Mark Foley (R) 17. Kendrick Meek (D) 18. Ileana Ros-Lehtinen (R) 19. Robert Wexler (D) 20. Peter Deutsch (D) 21. Lincoln Diaz-Balart (R) 22. E. Clay Shaw, Jr. (R) 23. Alcee L. Hastings (D) 24. Tom Feeney (R) 25. Mario Diaz-Balart (R) Géorgie 1. Jack Kingston (R) 2. Sanford D. Bishop, Jr. (D) 3. Jim Marshall (D) 4. Denise L. Majette (D) 5. John Lewis (D) 6. Johnny Isakson (R) 7. John Linder (R) 8. Mac Collins (R) 9. Charlie Norwood (R) 10. Nathan Deal (R) 11. Phil Gingrey (R) 12. Max Burns (R) 13. David Scott (D) Hawaï 1. Neil Abercrombie (D) 2. Ed Case (D) Idaho 1. Butch Otter (R) 2. Mike Simpson (R) Illinois 1. Bobby Rush (D) 2. Jesse Jackson, Jr. (D) 3. Bill Lipinski (D) 4. Luis Gutiérrez (D) 5. Rahm Emanuel (D) 6. Henry Hyde (R) 7. Danny K. Davis (D) 8. Phil Crane (R) 9. Jan Schakowsky (D) 10. Mark Kirk (R) 11. Jerry Weller (R) 12. Jerry Costello (D) 13. Judy Biggert (R) 14. Dennis Hastert (R) 15. Tim V. Johnson (R) 16. Donald Manzullo (R) 17. Lane Evans (D) 18. Ray LaHood (R) 19. John Shimkus (R) Indiana 1. Peter J. Visclosky (D) 2. Chris Chocola (R) 3. Mark E. Souder (R) 4. Steve Buyer (R) 5. Dan Burton (R) 6. Mike Pence (R) 7. Julia Carson (D) 8. John N. Hostettler (R) 9. Baron Hill (D) Iowa 1. Jim Nussle (R) 2. James A. Leach (R) 3. Leonard L. Boswell (D) 4. Tom Latham (R) 5. Steve King (R) Kansas 1. Jerry Moran (R) 2. Jim Ryun (R) 3. Dennis Moore (D) 4. Todd Tiahrt (R) Kentucky 1. Ed Whitfield (R) 2. Ron Lewis (R) 3. Anne M. Northup (R) 4. Ken Lucas (D) 5. Harold Rogers (R) 6. Ben Chandler (D) Louisiane 1. David Vitter (R) 2. William J. Jefferson (D) 3. W.J. Billy Tauzin (R) 4. Jim McCrery (R) 5. Rodney Alexander (D) 6. Richard H. Baker (R) 7. Christopher John (D) Maine 1. Thomas H. Allen (D) 2. Mike Michaud (D) Maryland 1. Wayne T. Gilchrest (R) 2. C. A. Dutch Ruppersberger (D) 3. Ben Cardin (D) 4. Albert Russell Wynn (D) 5. Steny Hoyer (D) 6. Roscoe G. Bartlett (R) 7. Elijah E. Cummings (D) 8. Chris Van Hollen (D) | Massachusetts 1. John W. Olver (D) 2. Richard E. Neal (D) 3. James P. McGovern (D) 4. Barney Frank (D) 5. Martin T. Meehan (D) 6. John F. Tierney (D) 7. Ed Markey (D) 8. Michael E. Capuano (D) 9. Stephen F. Lynch (D) 10. William D. Delahunt (D) Michigan 1. Bart Stupak (D) 2. Peter Hoekstra (R) 3. Vernon Ehlers (R) 4. Dave Camp (R) 5. Dale Kildee (D) 6. Fred Upton (R) 7. Nick Smith (R) 8. Mike Rogers (R) 9. Joe Knollenberg (R) 10. Candice Miller (R) 11. Thaddeus McCotter (R) 12. Sander Levin (D) 13. Carolyn Kilpatrick (D) 14. John Conyers (D) 15. John Dingell (D) Minnesota 1. Gil Gutknecht (R) 2. John Kline (R) 3. Jim Ramstad (R) 4. Betty McCollum (D) 5. Martin Olav Sabo (D) 6. Mark R. Kennedy (R) 7. Collin Peterson (D) 8. James L. Oberstar (D) Mississippi 1. Roger F. Wicker (R) 2. Bennie G. Thompson (D) 3. Charles W. (Chip) Pickering (R) 4. Gene Taylor (D) Missouri 1. Wm. Lacy Clay (D) 2. Todd Akin (R) 3. Dick Gephardt (D) 4. Ike Skelton (D) 5. Karen McCarthy (D) 6. Sam Graves (R) 7. Roy Blunt (R) 8. Jo Ann Emerson (R) 9. Kenny C. Hulshof (R) Montana 1. Denny Rehberg (R) Nebraska 1. Doug Bereuter (R) 2. Lee Terry (R) 3. Tom Osborne (en) (R) Nevada 1. Shelley Berkley (D) 2. Jim Gibbons (R) 3. Jon C. Porter (R) New Hampshire 1. Jeb Bradley (R) 2. Charles F. Bass (R) New Jersey 1. Robert E. Andrews (D) 2. Frank LoBiondo (R) 3. Jim Saxton (R) 4. Chris Smith (R) 5. Scott Garrett (R) 6. Frank Pallone, Jr. (D) 7. Mike Ferguson (R) 8. Bill Pascrell, Jr. (D) 9. Steven R. Rothman (D) 10. Donald M. Payne (D) 11. Rodney P. Frelinghuysen (R) 12. Rush D. Holt (D) 13. Bob Menendez (D) New York 1. Timothy H. Bishop (D) 2. Steve Israel (D) 3. Peter King (R) 4. Carolyn McCarthy (D) 5. Gary L. Ackerman (D) 6. Gregory W. Meeks (D) 7. Joseph Crowley (D) 8. Jerrold Nadler (D) 9. Anthony Weiner (D) 10. Edolphus Towns (D) 11. Major R. Owens (D) 12. Nydia M. Velázquez (D) 13. Vito Fossella (R) 14. Carolyn B. Maloney (D) 15. Charles Rangel (D) 16. José E. Serrano (D) 17. Eliot L. Engel (D) 18. Nita M. Lowey (D) 19. Sue W. Kelly (R) 20. John E. Sweeney (R) 21. Michael R. McNulty (D) 22. Maurice Hinchey (D) 23. John M. McHugh (R) 24. Sherwood Boehlert (R) 25. James T. Walsh (R) 26. Thomas M. Reynolds (R) 27. Jack Quinn (R) 28. Louise McIntosh Slaughter (D) 29. Amo Houghton (R) Nouveau-Mexique 1. Heather Wilson (R) 2. Steve Pearce (R) 3. Tom Udall (D) Ohio 1. Steve Chabot (R) 2. Rob Portman (R) 3. Michael R. Turner (R) 4. Michael G. Oxley (R) 5. Paul E. Gillmor (R) 6. Ted Strickland (D) 7. David L. Hobson (R) 8. John Boehner (R) 9. Marcy Kaptur (D) 10. Dennis Kucinich (D) 11. Stephanie Tubbs Jones (D) 12. Pat Tiberi (R) 13. Sherrod Brown (D) 14. Steven C. LaTourette (R) 15. Deborah D. Pryce (R) 16. Ralph S. Regula (R) 17. Tim Ryan (D) 18. Robert W. Ney (R) | Oklahoma 1. John Sullivan (R) 2. Brad Carson (D) 3. Frank Lucas (R) 4. Tom Cole (R) 5. Ernest J. Istook, Jr. (R) Oregon 1. David Wu (D) 2. Greg Walden (R) 3. Earl Blumenauer (D) 4. Peter DeFazio (D) 5. Darlene Hooley (D) Pennsylvanie 1. Bob Brady (D) 2. Chaka Fattah (D) 3. Phil English (R) 4. Melissa Hart (R) 5. John E. Peterson (R) 6. Jim Gerlach (R) 7. Curt Weldon (R) 8. James C. Greenwood (R) 9. Bill Shuster (R) 10. Don Sherwood (R) 11. Paul E. Kanjorski (D) 12. John P. Murtha (D) 13. Joseph M. Hoeffel (D) 14. Michael F. Doyle (D) 15. Pat Toomey (R) 16. Joseph R. Pitts (R) 17. Tim Holden (D) 18. Tim Murphy (R) 19. Todd Russell Platts (R) Rhode Island 1. Patrick J. Kennedy (D) 2. James Langevin (D) Tennessee 1. William L. Jenkins (R) 2. John J. Duncan, Jr. (R) 3. Zach Wamp (R) 4. Lincoln Davis (D) 5. Jim Cooper (D) 6. Bart Gordon (D) 7. Marsha Blackburn (R) 8. John S. Tanner (D) 9. Harold E. Ford, Jr. (D) Texas 1. Max Sandlin (D) 2. Jim Turner (D) 3. Sam Johnson (R) 4. Ralph M. Hall (R) 5. Jeb Hensarling (R) 6. Joe Barton (R) 7. John Culberson (R) 8. Kevin Brady (R) 9. Nick Lampson (D) 10. Lloyd Doggett (D) 11. Chet Edwards (D) 12. Kay Granger (R) 13. Mac Thornberry (R) 14. Ron Paul (R) 15. Rubén Hinojosa (D) 16. Silvestre Reyes (D) 17. Charles W. Stenholm (D) 18. Sheila Jackson-Lee (D) 19. Randy Neugebauer (R) 20. Charlie Gonzalez (D) 21. Lamar S. Smith (R) 22. Tom DeLay (R) 23. Henry Bonilla (R) 24. Martin Frost (D) 25. Chris Bell (D) 26. Michael C. Burgess (R) 27. Solomon P. Ortiz (D) 28. Ciro D. Rodriguez (D) 29. Gene Green (D) 30. Eddie Bernice Johnson (D) 31. John Carter (R) 32. Pete Sessions (R) Utah 1. Rob Bishop (R) 2. Jim Matheson (D) 3. Chris Cannon (R) Vermont 1. Bernie Sanders (I) Virginie 1. Jo Ann Davis (R) 2. Edward L. Schrock (R) 3. Robert C. Scott (D) 4. Randy Forbes (R) 5. Virgil H. Goode, Jr. (R) 6. Bob Goodlatte (R) 7. Eric Cantor (R) 8. James P. Moran (D) 9. Rick Boucher (D) 10. Frank R. Wolf (R) 11. Tom Davis (R) Virginie-Occidentale 1. Alan B. Mollohan (D) 2. Shelley Moore Capito (R) 3. Nick J. Rahall II (D) Washington 1. Jay Inslee (D) 2. Rick Larsen (D) 3. Brian Baird (D) 4. Doc Hastings (R) 5. George Nethercutt (R) 6. Norman D. Dicks (D) 7. Jim McDermott (D) 8. Jennifer Dunn (R) 9. Adam Smith (D) Wisconsin 1. Paul Ryan (R) 2. Tammy Baldwin (D) 3. Ron Kind (D) 4. Gerald D. Kleczka (D) 5. Jim Sensenbrenner (R) 6. Thomas E. Petri (R) 7. David R. Obey (D) 8. Mark Green (R) Wyoming 1. Barbara Cubin (R) |

Membres non-votants
- District de Columbia : Eleanor Holmes Norton (D)
- Guam : Madeleine Bordallo (D)
- Îles Vierges des États-Unis : Donna Christian-Christensen (D)
- Porto Rico : Aníbal Acevedo-Vilá
- Samoa américaines : Eni F.H. Faleomavaega

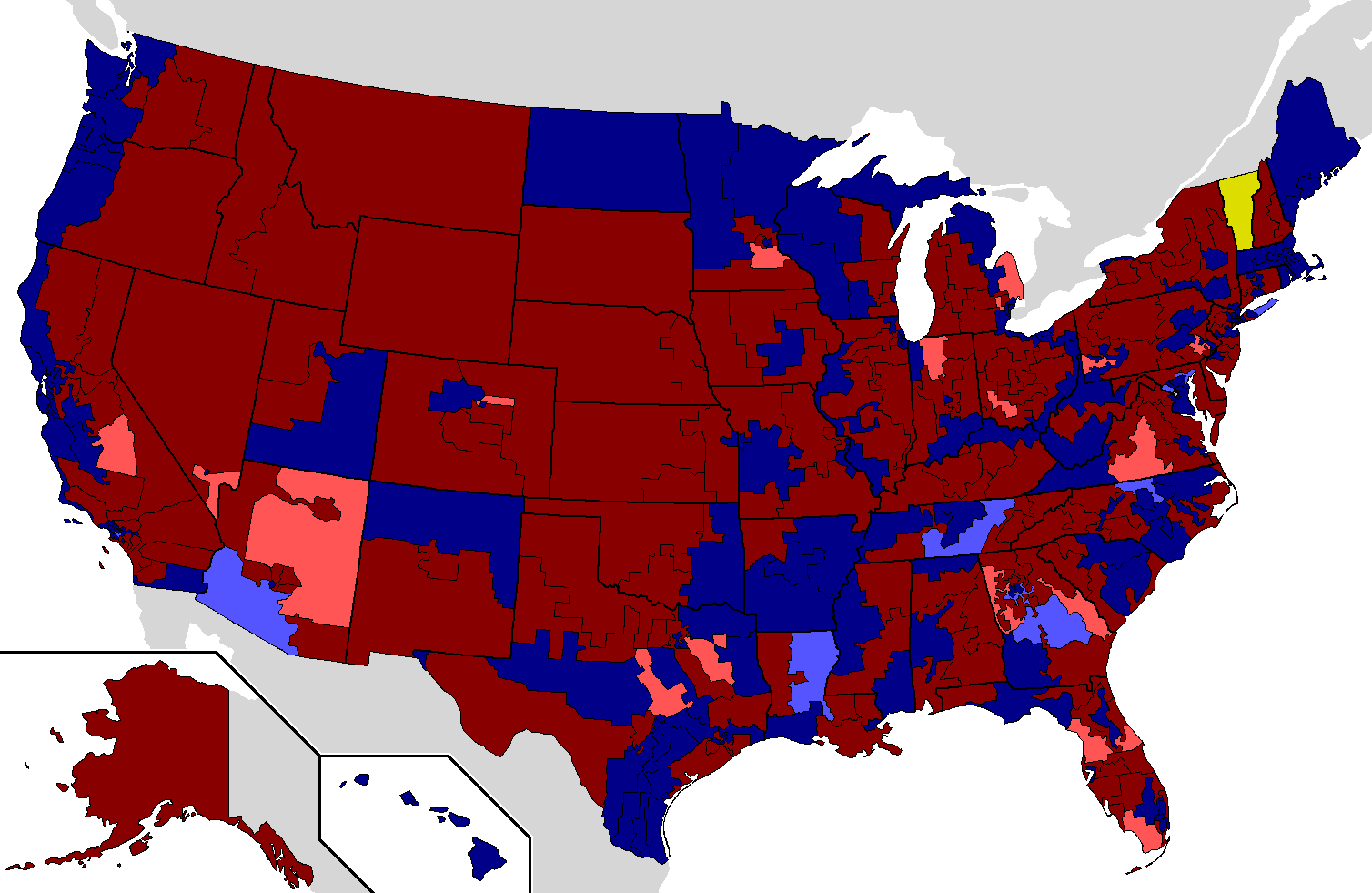
Résultats des élections de 2002 par district.
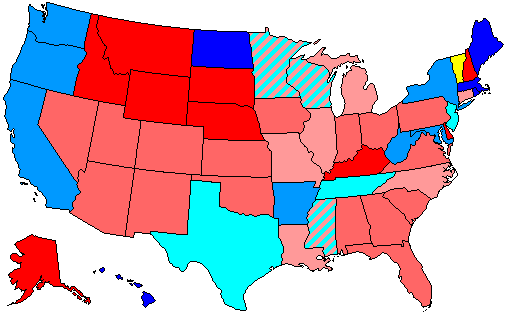
Pourcentage de membres de chaque parti par État (début de mandat).
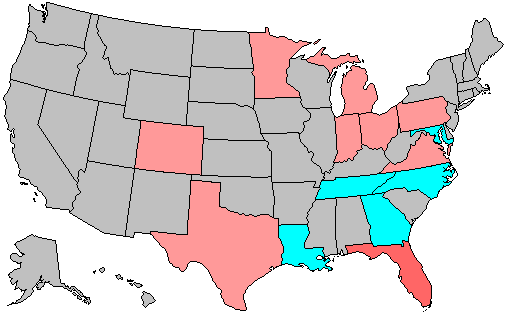
Évolution des membres de chaque parti par État au 3 janvier 2003.

### Changements dans la composition des chambres
- Patsy Mink (D), représentante du 2e district de Hawaï, est élue à titre posthume. Ed Case (D) est élu le pour lui succéder (à partir du 3 janvier).
- Larry Combest (R), représentant du 19e district du Texas, démissionne le 31 mai 2003 pour des raisons personnelles. Randy Neugebauer (R) est élu le 3 juin 2003 pour lui succéder (à partir du 5 juin).
- Ralph Hall (D), représentant du 4e district du Texas, change de parti le 5 janvier 2004 et rejoint les républicains.
- Ernie Fletcher (R), représentant du 6e district de Kentucky, démissionne le 9 décembre 2003 après son élection en tant que gouverneur. Ben Chandler (D) est élu pour lui succéder le 17 février.
- Bill Janklow (R), représentant du Dakota du Sud, démissionne le 20 janvier 2004 après sa condamnation pour un accident de la route. Stephanie Herseth Sandlin (D) est élue pour lui succéder le 1er juin 2004.
- Frank Ballance (D), représentant du 1er district de Caroline du Nord, démissionne le 9 juin 2004 en raison de poblrèmes de santé. G. K. Butterfield (D) est élu pour lui succéder le 20 juillet 2004.
- Rodney Alexander (D), représentant du 5e district de Louisiane, change de parti le 9 août 2004 et rejoint les républicains.
- Doug Bereuter (R), représentant du 1er district du Nebraska, démissionne le 31 août 2004 pour diriger l'Asia Foundation. Son siège reste vacant jusqu'à la fin du Congrès.
- Porter Goss (R), représentant du 14e district de Floride, démissionne le 23 septembre 2004 pour prendre la tête la CIA. Son siège reste vacant jusqu'à la fin du Congrès.
- Robert Matsui (D), représentant du 5e district de Californie, meurt le 1er janvier 2005. Son siège reste vacant jusqu'à la fin du Congrès.